# 黄松甸镇
黄松甸镇，是中华人民共和国吉林省吉林市蛟河市下辖的一个乡镇级行政单位。

## 行政区划
黄松甸镇下辖以下地区：
黄松甸社区、黄松甸村、伟光村、花园村、前河村、长青村、双山村、金丰村、育林村、南顶子村、沙河掌村、进步站村和三河站村。

## 特产
黄松甸黑木耳：中国地理标志产品。